# Haloscatella
Haloscatella är ett släkte av tvåvingar. Haloscatella ingår i familjen vattenflugor.
Släktet innehåller bara arten Haloscatella dichaeta.